# Alberto Breccia
Alberto Breccia (Montevidéu, 15 de abril de 1919 - Buenos Aires, 10 de novembro de 1993) foi um quadrinista argentino.

## Biografia
Nascido no Uruguai, Breccia mudou-se com sua família aos três anos de idade para o bairro de Mataderos, em Buenos Aires. No início dos anos 1940 começou a trabalhar com ilustrações de quadrinhos na revista Tit-Bits com "Las aventuras de Rocambole". Seu primeiro trabalho reconhecido foi "Sherlock Time", criado no final dos anos 1950 com Héctor Germán Oesterheld. Em 1960 começou a trabalhar para a editora britânica Fleetway. Em 1962, criou com Oesterheld "Mort Cinder", seguido de "Vida del Che Guevara" e uma versão nova de "El Eternauta".
Em 2009, o livro Che - os últimos dias de um herói, publicado no Braisl pela Conrad Editora, ganhou o Troféu HQ Mix na categoria "Publicação de clássico".

## Obras
- Mariquita Terremoto (1939-).
- Kid Río Grande (1939-).
- El Vengador (1939-).
- Jean de Martinica (1945-).
- Vito Nervio (1947-1959 e 1975), con roteiro de Leonardo Wadel.
- Pancho López (1956).
- Sherlock Time (1958-1959), roteiro de Héctor Germán Oesterheld. Reeditada por Colihue (1995).
- Ernie Pike (1959-), roteiro de Oesterheld. Reeditado por Ancares Editora.
- Mision Thyuraine (1961), roteiro de Leonardo Wadel.
- Mort Cinder (1962-1964), roteiro de Oesterheld. Reeditado na Argentina por Grupo Clarín e na Espanha por Planeta DeAgostini.
- Richard Long (1966), roteiro de Oesterheld.
- La vida del Che (1968), roteiro de Oesterheld e colaboração de seu fiho Enrique Breccia no desenho.
- El Eternauta (1969), roteiro de Oesterheld. Nova versão de El Eternauta de HGO e Solano López.
- Evita, vida y obra de Eva Perón (1970), roteiro de Oesterheld. Não publicada na época, foi editada pela primera vez por Doedytores (2002).
- Platos voladores al ataque!! (1971), roteiro de Oesterheld (álbum de cromos).
- Squadra Zenith (1972-1974).
- Los mitos de Cthulhu (1973), roteiro de Norberto Buscaglia, que adapta relatos de Howard Phillips Lovecraft.
- Un tal Daneri (1974-1978), roteiro de Trillo. Reeditada por Doedytores en 2003.
- El corazón delator]] (1975), baseado en un relato de Edgar Allan Poe.
- El aire (1976), roteiro de Guillermo Saccomanno.
- Nadie (1977), roteiro de Trillo.
- Buscavidas (1981), roteiro de Carlos Trillo. Reeditada na Espanha por Planeta DeAgostini.
- Perramus (1983), roteiro de Juan Sasturain.
- Drácula, Dacul, Vlad?, Bah... (1984).
- Informe sobre ciegos (1991), baseada em uma obra de Ernesto Sabato.
- Historias con moraleja (1991): "El otro yo del Dr. Jekyll", "El guapo, la muerte y el tango".
- Vários acrílicos que foram utilizados para o filme El viaje, dirigido por Pino Solanas (1991).
- El Dorado, el delirio de Lope de Aguirre (1992), guion de Carlos Albiac.
- Martín Fierro, de José Hernández, Doedytores (2004). Ilustrações feitas em 1991.
- El Dibujado, roteiro de Juan Sasturain, inédito.